# StreetPress
StreetPress est un site web français d'information, qui revendique un journalisme de gauche, engagé, consacré à l'investigation et aux cultures urbaines.

## Historique
Le site est créé en 2009 par le journaliste Johan Weisz-Myara.
En 2017, la rédaction s'installe à Montreuil.
Le média indépendant est soutenu en juin 2022 par le Fonds pour une presse libre.

## Ligne éditoriale et fonctionnement participatif
Le site est « positionné sur l'actualité sociétale à destination des jeunes urbains » et souhaite délivrer « une information de terrain, différenciée et structurée pour les 20 et 35 ans ».
La rédaction revendique une ligne éditoriale « de gauche » engagée contre l'extrême droite et les violences policières.
À ses débuts c'est le « journalisme participatif encadré » qui prédomine : le site propose à des reporters bénévoles de participer à la coproduction de l'information, encadrés par des journalistes professionnels de la rédaction. En 2015, le site s'articule en différentes rubriques : « Enquêtes », « Lieux » et « Gens ». Son titre indique se tourner vers les revendications et les luttes de la rue.
En 2020, le site repère et forme des jeunes issus de cinq villes d'Île-de-France, pour couvrir les élections municipales dans leur ville d'origine.
L'équipe produit souvent des vidéos et des illustrations pour accompagner les articles, portraits et interviews. De manière ponctuelle, le site édite des guides qui détaillent la vie de quartiers, des habitants qui les habitent, et partagent des « bons plans ». Le site est doté d'une chaîne YouTube qui diffuse des documentaires vidéo, et qui compte plus de 329 000 abonnés.

### Investigation journalistique
StreetPress est à l'origine de la publication d'enquêtes et de scoops : 
- en octobre 2015, StreetPress révèle que l'État déplace des migrants en avion privé, pour un coût de 2 millions d'euros par an. Ceci suscite une conférence de presse du ministre de l'Intérieur, Bernard Cazeneuve[10],[11] ;
- en octobre 2018, StreetPress révèle comment plusieurs agences Pôle Emploi ont organisé des séances de recrutement calquées sur le principe de l'émission The Voice[12] ;
- en juin 2020, StreetPress révèle l'existence d'un (puis deux) groupe(s) privé(s) Facebook de policiers tenant des propos racistes, antisémites, homophobes, sexistes et anti-Roms[13]. Ce reportage conduit à l'ouverture d'une enquête[14] et provoquant une conférence de presse du ministre de l'Intérieur, Christophe Castaner ;
- en juillet 2020, avec un lanceur d'alerte, StreetPress révèle que depuis 2017 est apparu un système de maltraitance et de racisme qui a touché des centaines de personnes mises en dépôt, dans les sous-sol du plus grand tribunal d'Europe, le Tribunal de Paris (ce dépôt est constitué de 120 cellules, surveillées et gérées par près de 200 fonctionnaires de police jour et nuit, où les déférés sont enfermés avant et après leurs passages devant le juge)[15] ; trois policiers mis en cause sont finalement sanctionnés[16].
- en juin 2024, dans le cadre des élections législatives anticipées de 2024, StreetPress révèle, avec d'autres médias, qu'une centaine « des candidats RN agissent ou parlent de façon raciste, homophobe, antisémite, pro-Poutine, conspirationniste... »[17].

## Financement, soutien et partenariat
Selon Les Clés de la presse, la structure a réalisé un chiffre d'affaires de 100 000 € en 2011, avec un investissement de départ de 5 000 €.
En avril 2019, StreetPress lance une souscription auprès de ses lecteurs. La gratuité des contenus du site n'est pas remise en cause. L'objectif est de rendre StreetPress moins dépendant des activités d'agence et de concentrer le travail de la rédaction sur les enquêtes,,.
Media Maker, un incubateur de média, a été fondé en 2015 par StreetPress en partenariat avec la Evens foundation.
En 2023, StreetPress a bénéficié de 66 617 € d'aide au pluralisme de la part du ministère de la Culture.
En décembre 2024, StreetPress lance une campagne de dons mensuels auprès de ses lecteurs avec l'objectif d'atteindre 6 000 donateurs réguliers, ce qui lui permettrait d'assurer près de la moitié de son budget annuel. StreetPress lance la même année un Club de soutien à destination de ses donateurs récurrents, ils ont ainsi accès à des conférences et peuvent participer aux orientations éditoriales du média.

## Locaux
En février 2025, à la suite de l'occupation du lieu par 400 migrants depuis plusieurs mois, la société gestionnaire de la Gaîté-Lyrique annonce « ne plus être en mesure d'assurer la gestion, l'entretien et l'exploitation du bâtiment ». StreetPress, qui avait domicilié ses bureaux dans l'un des espaces de coworking de l'établissement, déménage dans l'urgence.

## Publications
- Robin d'Angelo et Matthieu Molard, Le système Soral : enquête sur un facho business, Paris, Calmann-Lévy, 2015, 187 p. (ISBN 978-2-7021-5864-7 et 978-2-7021-5841-8, présentation en ligne, lire en ligne )[27],[28].